# فستان بلا شرائط
الفستان بلا شرائط هو ثوب يبقى حول الجزء العلوي من الجسم بدون شرائط كتفية أو غيرها من وسائل التثبيت المرئية. عادة ما يُثبت بواسطة مخصر و/أو منهدة، مع إحكام الصدار يمنع الفستان من الانزلاق من مكانه.